# ۷ خرداد
۷ خرداد شصت و نهمین روز سال در گاه‌شماری خورشیدی است. به پایان سال ۲۹۶ روز (۲۹۷ روز در سال کبیسه) باقی‌است.

## رویدادها
- ۱۲۸۰ - امتیازنامه دارسی بین حکومت ایران با ویلیام ناکس دارسی امضا شد
- ۱۳۳۷ - رقابت ۷ خرداد ۱۳۳۷ تیم ملی فوتبال ایران با تیم ملی فوتبال کره جنوبی در بازی‌های آسیایی ۱۹۵۸
- ۱۳۵۹ - برگزاری نخستین جلسه رسمی دوره نخست مجلس شورای اسلامی[۱]‏
- ۱۳۸۵ - رونمایی رسمی لینوکس شریف در دانشگاه صنعتی شریف
- ۱۳۸۸ - بمب‌گذاری ۱۳۸۸ زاهدان
- ۱۳۹۷ - علیرضا صباحی‌فرد به دستور سید علی خامنه‌ای به‌عنوان فرمانده قرارگاه پدافند هوایی خاتم‌الانبیا انتخاب شد
- ۱۳۹۸ - سید عبدالرحیم موسوی به دستور سید علی خامنه‌ای به‌عنوان فرمانده قرارگاه پدافند هوایی خاتم‌الانبیا انتخاب شد

## زادروزها
- ۱۳۰۱ - هوشنگ کاووسی، کارگردان
- ۱۳۱۶ - مهدیه الهی قمشه‌ای، شاعر
- ۱۳۱۷ - کیوس گوران، شاعر[۲]
- ۱۳۲۳ - کیخسرو پورناظری، موسیقی‌دان
- ۱۳۵۴ - محمدرضا صولتی، دوبلور و بازیگر

## درگذشتگان
- ۱۳۹۵ - محمدکاظم سیفیان، نماینده حوزه انتخابیه تهران، ری، شمیرانات، اسلامشهر و پردیس در دوره چهارم مجلس شورای اسلامی
- ۱۳۹۸ - میترا استاد، همسر محمدعلی نجفی
- ۱۴۰۲ - باقر پرهام، پژوهشگر و جامعه‌شناس
- ۱۴۰۲ - بامشاد سلیمان‌خانی، از بازداشت‌شدگان خیزش ۱۴۰۱ ایران

## مناسبت‌ها
- روز جهانی بهداشت قاعدگی و روز مریم ها